# Escudo de Fuentepelayo
El escudo de Fuentepelayo es el símbolo más importante de Fuentepelayo, municipio de la provincia de Segovia, comunidad autónoma de Castilla y León, en España. 

## Descripción
El escudo de Fuentepelayo se blasona de la siguiente manera:

«Escudo mantelado. Primero, de gules con un báculo episcopal de oro. Segundo, de oro con tres gallos de sable, armados, picados y crestados de gules, puestos en palo. El mantel con ondas de plata y azur. Timbrado de la Corona Real Española.»
Boletín Oficial de Castilla y León nº 73/1995